# Scotia (Schiff, 1998)
Die Scotia ist ein britisches Forschungsschiff, das in erster Linie zur Umweltüberwachung und als Fischereischutzschiff in der Nordsee und dem Nordostatlantik eingesetzt wird.

## Geschichte
Das Schiff wurde unter der Baunummer 704 von Ferguson Shipbuilders in Port Glasgow gebaut. Der Schiffsentwurf stammte vom norwegischen Unternehmen Skipsteknisk. Die Kiellegung fand am 18. Oktober 1996, der Stapellauf am 4. Juli 1997 statt. Die Fertigstellung des Schiffes erfolgte im März 1998. Am 21. Mai 1998 wurde das Schiff von der britischen Königin Elisabeth II. getauft.
Bis 2010 wurde das Schiff von der J. Marr Group bereedert. Seitdem zeichnet hierfür Marine Scotland, eine Behörde der schottischen Regierung, verantwortlich.

## Technische Daten
Der Antrieb des Schiffes erfolgt dieselelektrisch. Für die Propulsion stehen zwei Ansaldo-Elektromotoren (Typ: DH900DC) mit jeweils 1.500 kW Leistung zur Verfügung. Die Stromversorgung der Antriebsmotoren und des Bordnetzes erfolgt durch drei Wärtsilä-Dieselmotoren (Typ: 9L20 DE) mit je 1.485 kW Leistung, die drei Ansaldo-Generatoren (Typ: GSCR630X8) mit je 1.750 kVA Scheinleistung antreiben. Weiterhin wurde ein Hafengenerator des Herstellers Cummins mit 240 kW Leistung sowie ein Notgenerator von Cummins mit 88 kW Leistung verbaut.
Das Schiff ist mit einem Bugstrahlruder mit 720 kW Leistung und einem Heckstrahlruder mit 380 kW Leistung ausgestattet. Der Rumpf des Schiffes ist eisverstärkt (Eisklasse 1D).

## Ausstattung
Auf dem Hauptdeck befindet sich hinter dem Brückenaufbau ein Laderaum, der über eine Luke auf dem Bootsdeck zugänglich ist. Hier können fünf Laborcontainer geladen werden. Das Schiff kann so relativ einfach an die jeweiligen Aufgaben angepasst werden. Weiterer Stauraum für Container befindet sich auf dem „Lower Deck“ unter dem Hauptdeck.
Das Schiff ist mit verschiedenen Kränen ausgestattet, darunter auch ein Kran zum Laden und Löschen der Laborcontainer. Weiterhin verfügt das Schiff über verschiedene Winden und ist mit Sonar- und Echolotanlagen ausgerüstet. An Bord befinden sich zwei Arbeits- und Rettungsboote.
An Bord können 17 Besatzungsmitglieder und 12 Wissenschaftler in 27 Einzel- und einer Doppelkabine untergebracht werden. Das Schiff kann 28 Tage auf See bleiben.